# Petrus Schyllberg
Petrus Andreae Schyllberg, född 15 maj 1669 i Synnerby socken i Västergötland, död 19 juni 1743 på Brunsbo biskopsställe i Skara, var en svensk teolog och biskop.
Petrus Schyllberg var son till Anders Nilsson Broman som var rusthållare på Brogården i Synnerby socken, och Christina Myra. Föräldrarna var "obemedlat bondefolk", som båda avled 1682, första året sonen tillbragte vid Skara skola. Han inskrevs vid Uppsala universitet 1687, disputerade pro gradu för Daniel Lundius med Milah, seu circumcisio och blev där magister primus 1708. Redan året därefter fick han professuren i poesi i Uppsala.
Han prästvigdes 1727, och fick två år senare en av professurena i teologi och blev därmed kyrkoherde i Gamla Uppsala. 1730 utsågs han till teologie doktor vid jubelfesten i Greifswald. År 1736 utnämndes han till biskop av Skara stift, en post han innehade till sin hastiga död 1743. Han ligger begravd i en egen murad grav i Uppsala domkyrka.

## Räddad från döden
"I sin barndom blev han på ett underbart sätt räddad från döden. Under föräldrarnes frånvaro ute på ängen hände sig att åskan slog ned i stuguspisen och helt och hållet begravde gossen bland stenar och grus. Härifrån blev han efter en stund framdragen alldeles livlös, men kvicknade snart åter vid och hade ingen vidare olägenhet därutav. När han var 13 år gammal, började han studera, och måste till en början draga sig fram under mycken fattigdom, tills han genom stadga och flit vunnit sina lärares förtroende och slutligen genom andras undervisning kunde förbättra sin ställning. Sedan han tillbragt 15 år vid Skara skola och gymnasium, reste han till Upsala 1697, där han först genom ett kungligt stipendium och sedan genom "stip. Choraeanum och Cathredale" sattes i stånd att fortsätta sina studier."

## Hedrande prov och utländsk resa

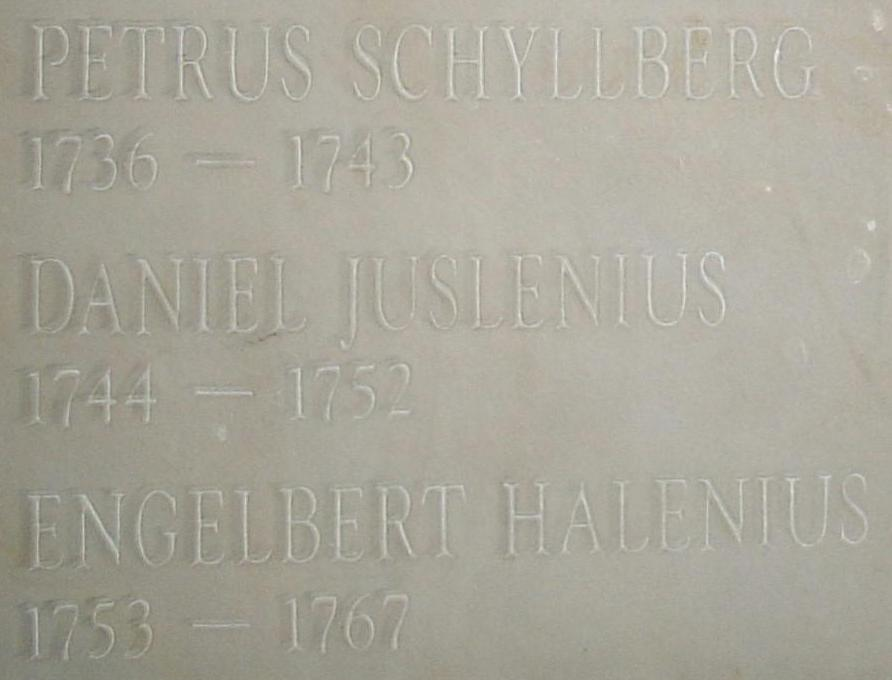
Skara domkyrka, i vapenhuset finns Skara stifts biskopslängd inristad. På bilden syns namnen på biskoparna Petrus Schyllberg 1736-1743, Daniel Juslenius 1744-1752 och Engelbert Halenius 1753-1767.

I Skara stifts herdaminne från 1871, författad av kyrkoherden i Skara stift, Johan Wilhelm Warholm, fanns följande text att läsa:

"Efter avlagda hedrande prov för den filosofiska graden, företog han om hösten 1705 en utländsk resa över Lund till Köpenhamn, och därifrån till Greifswald, Rostock och Hamburg. År 1706 begav han sig vidare till Holland och England, samt tillbragte vintern i London. Om våren 1707 återkom han till fäderneslandet och blev samma år promoverad till filosofie magister i Uppsala, då han hade första hedersrummet. Vid samma tid blev han kallad till oriental. professor i Greifswald, men försakade denna kallelse och stannade kvar i Uppsala, där han 1709 blev utnämnd till poësos professor och tillträdde 1710. I detta ämbete verkade han många år till ungdomens förkovran, men befordrades slutligen 1729 till teologie professor och pastor i Gamla Uppsala. Året därpå promoverades han till teologie doktor i Greifswald. Sedan han 1734 försakat kallelse till superintendent på Gotland, utnämndes han 1736 till biskop i Skara, vartill han jämte domprosten Andreas Olavi Rhyzelius i Linköping och biskop Jacob Benzelius i Göteborg blivit av stiftet föreslagen."
Från höstterminen 1713 verkade Petrus Schyllberg som professor i latinsk poetik och teologi vid Uppsala universitet.
"Sålunda återkom han efter 40 år till sin födelsebygd och fick där tillbringa de sista aren av sitt verksamma liv. Han skötte sitt ämbete i all måtto flitigt och oförsumligen, så vida hans då redan höga ålder kunde det medgiva; ty han var alltid idog och välmenande. Och som han städse funnits av ett glatt, förnöjt och saktmodigt sinne, så vederfors honom ock av Gud i den nåden, att han stilla och saktmodeligen avsomnade den 19 Juni 1743, 74 år gammal. Ännu 4 dagar före sin död deltog han i konsistorii överläggningar. Hans lik fördes till Uppsala, där han långt förut inrett sitt vilorum."
"Petrus Schyllberg avled 19 juni 1743 mycket hastigt på Brunsbo biskopsboställe vid Skara och begravdes 23 augusti 1743 i Skara domkyrka samt därefter förd till Uppsala och nedsatt i egen murad grav i Uppsala domkyrka."

## Giftermål och familj
Petrus Schyllberg gifte sig den 25 maj 1715 med Margareta Carlsdotter  (Greta Schyllberg) i hennes 2:a gifte. Hon var född 18 januari 1680 i Norrköping och död 2 januari 1753 i Stockholm.  Hon var dotter till handelsborgmästaren i Norrköping Carl Johansson och Christina Jakobsdotter Spalding samt syster till statssekreteraren Carl Carlsson (1686-1737), adlad och friherre Carl von Carlsson, och till kammarherren Johan Carlsson (1698-1761), adlad von Carlsson. Margareta Carlsdotter gifte sig första gången 1698. I sitt första äktenskap var hon gift med handelsmannen Lorentz Hultman, död 1702. Lorentz Hultman blev stamfader för adlade och friherre ätterna Adelswärd och adlade ätten Carlsköld A. Med honom fick Margareta Carlsdotter bland annat två söner, som båda grundade adelsätter, Carl Carlsköld och Johan Adelswärd. Efter Lorentz Hultmans död 1702 gifte Margareta Carlsdotter 1715 om sig med Petrus Schyllberg. Han var då sedan 1709 professor i Uppsala och blev 1736 biskop i Skara.
Petrus Schyllbergs ende son med Margareta Carlsdotter, Pehr Schyllberg, föddes den 1 maj 1718. Vid 34 års ålder adlades han till Pehr Carlsköld den 29 april 1752. Han adopterades på sin halvbroders adliga namn och nummer, Carl Hultman, adlad Carl Carlsköld. Carl Carlsköld adlades den 24 september 1743 och introducerades 1746 under nr 1890.